# Cundall with Leckby
Cundall with Leckby – civil parish w Anglii, w North Yorkshire, w dystrykcie (unitary authority) North Yorkshire. W 2011 civil parish liczyła 128 mieszkańców. W obszar civil parish wchodzi także Leckby.